# Antonio de Raho

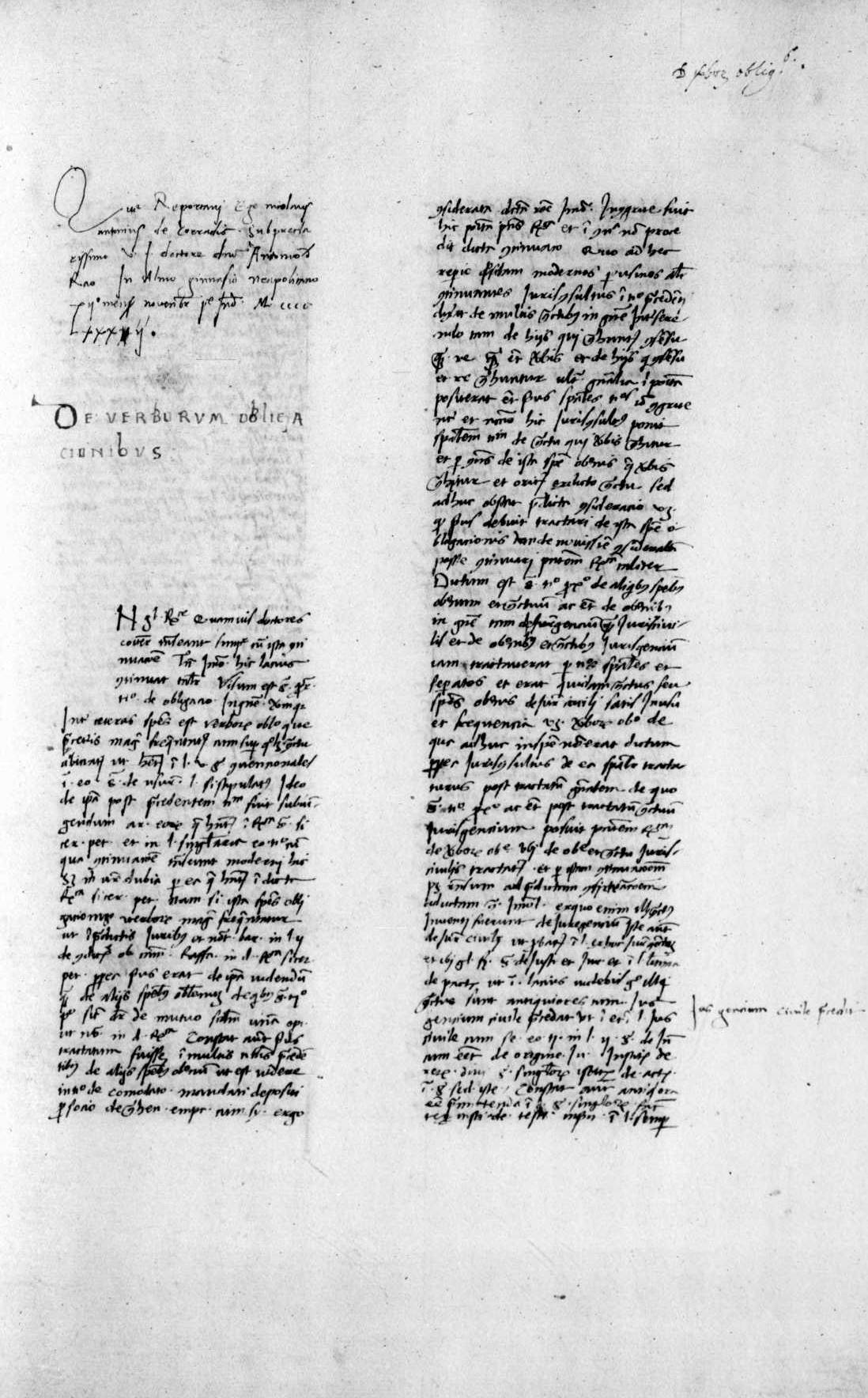
Lectura super De verborum obligationibus, manoscritto, XV secolo

Antonio de Raho, o di Raho, scritto anche de Rago, de Rao, Raus o Ralioni (Napoli, metà del XV secolo – Napoli, 20 maggio 1504), è stato un giurista italiano.

## Biografia

Stemma della famiglia de Raho

Nacque in una famiglia nobile napoletana intorno alla metà del XV secolo; il padre, Angelo de Raho, "dottore di legge" e regio consigliere, fu anche autore di apostillae sui Capitula Regni.
Come il padre, anche Antonio divenne avvocato specializzandosi in controversie feudali; fu inoltre docente all'Università di Napoli. L'insegnamento al tempo era solo un momento passeggero nella vita dei giuristi partenopei, veniva quindi considerato come un modo per dimostrare le proprie doti così da poter poi ambire all'esercizio della magistratura superiore legata all'amministrazione regia, dove il de Raho primeggiò. Nel 1492 fu designato uditore dei possedimenti di Federico d'Aragona per poi diventare, qualche anno dopo, uditore generale del regno e dal 1497 consigliere della Regia Camera di Santa Chiara.
Dalle poche notizie certe risulta inoltre che De Raho nel 1496 fu nominato luogotenente del protonotaro del Regno Goffredo Borgia, principe di Squillace. Sotto il regno di Federico d'Aragona il suo nome godeva di larghi consensi non solo come giurista ma anche come "professore dello Studio". Ancor più rare risultano le tracce della sua attività da studioso: il suo nome appare in calce ad un responsum sulla c. Quamplurimum (Capasso, p. 116) e sue potrebbero essere delle additiones alle costituzioni del Regno genericamente ricordate dal Sarayna (in Epistola). Gli archetipi delle sue opere erano conservati nell'archivio dei padri teatini in San Paolo Maggiore.
Con l'avvento del dominio francese, De Raho venne allontanato dalla magistratura perdendo anche una parte dei suoi averi. Successivamente, con Federico il Cattolico ritornò alla vita pubblica e fu nominato consigliere del Sacro regio consiglio (1503).
Della sua vita privata rimangono pochi documenti, come l'atto dotale del 27 dicembre 1485, redatto dal notaio napoletano Pietro Ferrantino, che testimonia il matrimonio con Diana, figlia di Floriano Piscicelli e Caracciola Caracciolo e il notevole patrimonio familiare, che si aggirava intorno ai 20 000 ducati.
Morì a Napoli il 20 maggio del 1504, venendo sepolto nella chiesa di San Pietro Martire.

## Opere

### Manoscritti
- Lectura super De verborum obligationibus, XV secolo, Milano, Biblioteca Ambrosiana, Fondo manoscritti, ms. E 83 inf.,  ff. 291r-315v.